# Росалес, Фабиана
Фабиана Андрейна Росалес Герреро (исп. Fabiana Andreina Rosales Guerrero; род. 22 апреля 1992, Товар, штат Мерида, Венесуэла), также известная как Фабиана Росалес де Гуайдо (исп. Fabiana Rosales de Guaidó), — венесуэльская журналистка и правозащитница, активная в социальных сетях. Она является супругой Хуана Гуайдо, председателя Национальной ассамблеи и частично признанного президента Венесуэлы в рамках продолжающегося в стране политического кризиса. Росалес рассматривается Белым домом и Национальной ассамблеей Венесуэлы как первая леди Венесуэлы.

## Семья и образование
Фабиана Росалес родилась 22 апреля 1992 года в городе Товар (штат Мерида) в семье фермера Карлоса Росалеса Беландрии и журналистки Элси Герреро. В детстве она наблюдала за тем, как её мать брала интервью, и заинтересовалась социальными вопросами. Она помогала вести семейной хозяйство на ферме, а также изучала журналистику. Её отец умер после сердечного приступа в 2013 году, эту смерть Росалес связывает с нехваткой продовольствия в Венесуэле в то время. Её двоюродный брат умер по схожей причине, из-за того, что ему не была найдена кровь для переливания. В 2013 году она окончила Университет Рафаэля Бельосо Часина в городе Маракайбо по специальности «журналистика и социальные коммуникации». После чего Росалес работала в штате Мерида, в городском совете в качестве пресс-секретаря, а позже занимала аналогичную должность в Каракасе после переезда туда.
Росалес познакомилась с Хуаном Гуайдо на молодёжном митинге, они поженились в 2013 году. В 2017 году у них родилась дочь.

## Политический активизм

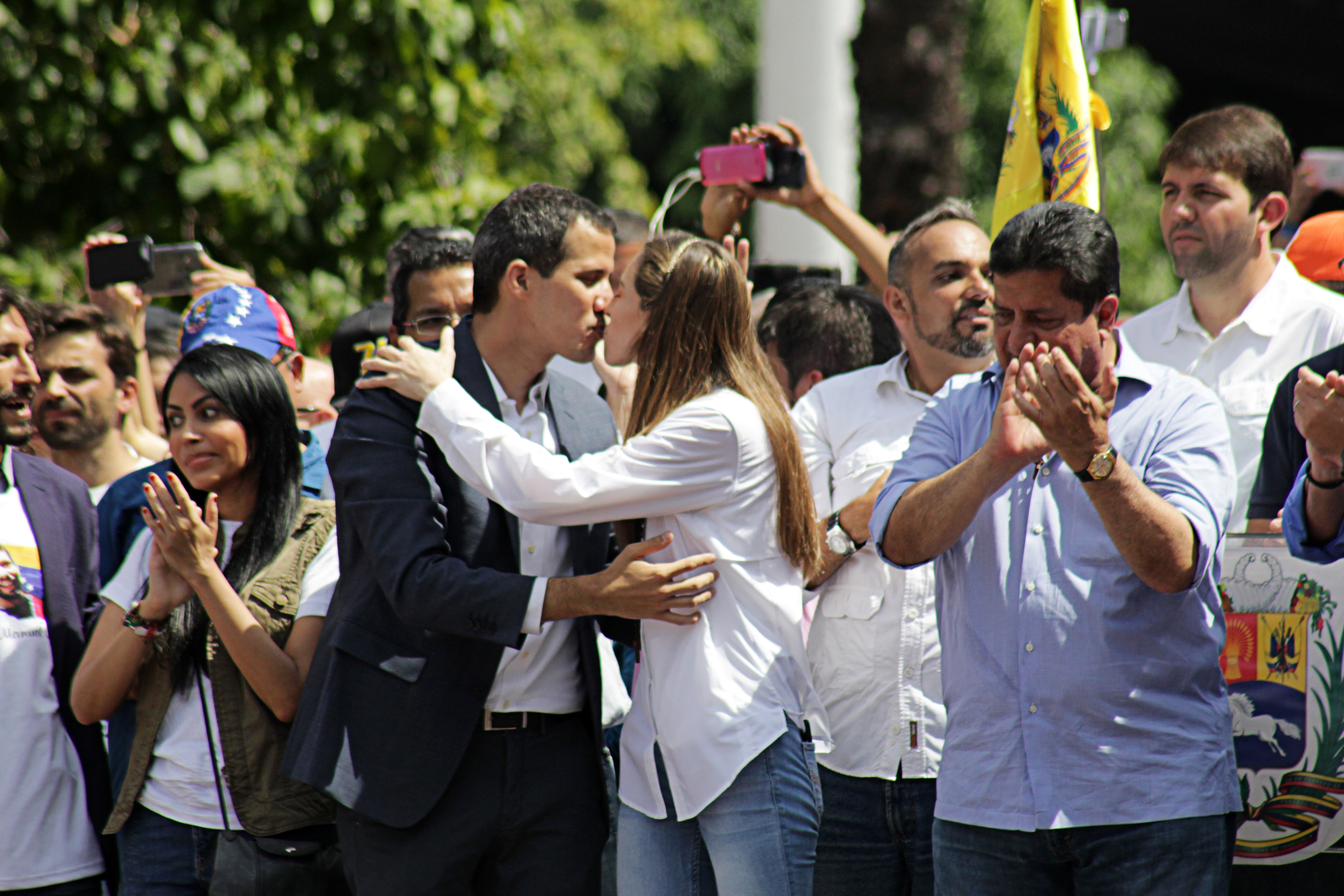
Росалес с Гуайдо на протестной акции в феврале 2019 года

Во время своей учёбы в университете Росалес начала работать в оппозиционной партии «Народная воля» (исп. Voluntad Popular). Позиционирующая себя как правозащитница она имеет, по состоянию на апрель 2021 года, более 770 000 подписчиков в Instagram. Росалес говорила, что мотивирующим фактором для её деятельности является то, что она «не хочет, чтобы её дочь росла, желая покинуть Венесуэлу», и что она «работает для того, чтобы её дочь унаследовала лучшую страну».
Во время президентского кризиса в Венесуэле Гуайдо был назначен исполняющим обязанности президента Национальной ассамблеей Венесуэлы, оспаривая легитимность Николаса Мадуро. Более 50 правительств различных стран мира признали Гуайдо исполняющим обязанности президента Венесуэлы, что косвенно даёт Росалес право претендовать на место первой леди Венесуэлы. Она рассказывала агентству «Reuters», что шпионы и «проправительственные вооруженные группы» преследовали её и Гуайдо.

### Международные отношения

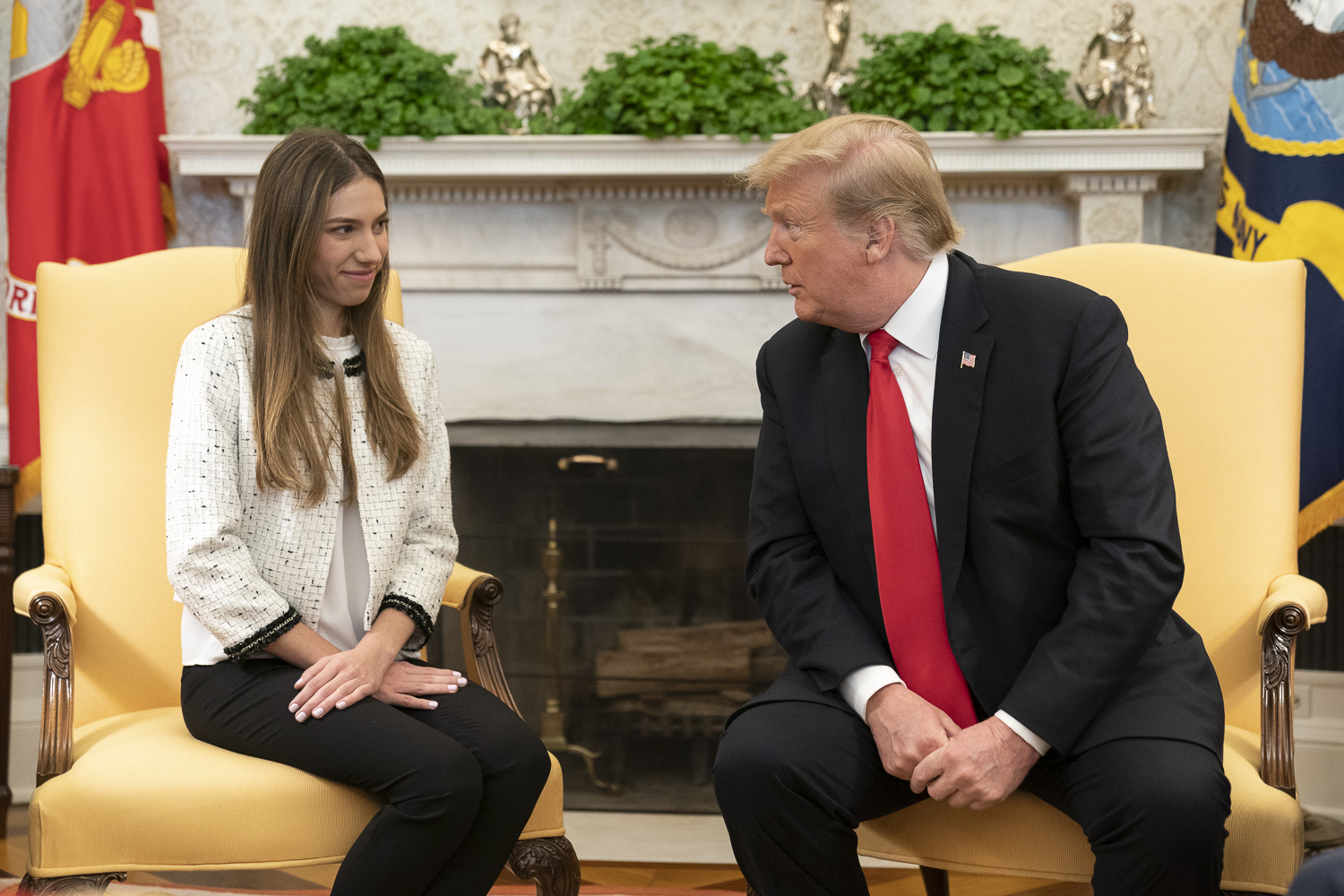
Росалес с Дональдом Трампом

«Нью-Йорк Таймс» писала, что Росалес «становится заметной фигурой в кампании [Гуайдо] по внесению изменений в охваченную кризисом страну». Она взяла на себя роль международного посла от оппозиции, встречаясь с венесуэльской диаспорой и региональными лидерами, чтобы заручиться поддержкой для оппозиции и своей страны. Росалес начала свою международную политическую деятельность в Латинской Америке со встречи в марте 2019 года с Мартином Вискаррой и Себастьяном Пиньерой, президентами Перу и Чили соответственно.
27 марта того же года Росалес посетила Белый дом, где встретилась с президентом США Дональдом Трампом и вице-президентом Майком Пенсом. Она рассказывая о серьёзности кризиса в своей стране, описала его как выбор между «свободой или диктатурой, жизнью или смертью». Трамп сказал, что для него является «большой честью принимать у себя первую леди Венесуэлы».